# Paesi OCSE per sicurezza del posto di lavoro
Questa è una lista di paesi OCSE per sicurezza del posto di lavoro, componente della qualità di vita e benessere.
| Pos. | Nazione       | Probabilità di perdita del lavoro (2014) |
| ---- | ------------- | ---------------------------------------- |
| 1    | Svizzera      | 2.8%                                     |
| 2    | Giappone      | 2.9%                                     |
| 3    | Norvegia      | 2.9%                                     |
| 4    | Corea del Sud | 3.0%                                     |
| 5    | Germania      | 3.2%                                     |
| 6    | Austria       | 3.4%                                     |
| 7    | Paesi Bassi   | 3.6%                                     |
| 8    | Lussemburgo   | 4.0%                                     |
| 9    | Russia        | 4.0%                                     |
| 10   | Rep. Ceca     | 4.2%                                     |
| 11   | Islanda       | 4.3%                                     |
| 12   | Australia     | 4.4%                                     |
| 13   | Belgio        | 4.5%                                     |
| 14   | Messico       | 4.7%                                     |
| 15   | Cile          | 4.7%                                     |
| 16   | Brasile       | 4.8%                                     |
| 17   | Slovenia      | 5.0%                                     |
| 18   | Estonia       | 5.3%                                     |
| 19   | Italia        | 5.5%                                     |
| 20   | Regno Unito   | 5.6%                                     |
| 21   | Slovacchia    | 5.8%                                     |
| 22   | Nuova Zelanda | 5.8%                                     |
| 23   | Danimarca     | 5.8%                                     |
| 24   | Stati Uniti   | 6.3%                                     |
| 25   | Irlanda       | 6.4%                                     |
| 26   | Finlandia     | 6.4%                                     |
| 27   | Israele       | 6.5%                                     |
| 28   | Svezia        | 6.5%                                     |
| 29   | Francia       | 6.5%                                     |
| 30   | Canada        | 6.6%                                     |
| 31   | Ungheria      | 6.7%                                     |
| 32   | Polonia       | 7.3%                                     |
| 33   | Turchia       | 7.8%                                     |
| 34   | Portogallo    | 9.1%                                     |
| 35   | Grecia        | 12.0%                                    |
| 36   | Spagna        | 17.7%                                    |